# 曹余章
曹余章（1924年—1996年），浙江镇海（柴桥里）人，中華人民共和國教育工作者、作家，以續寫《上下五千年》而知名。

## 生平
其父曹静轩在中華民國初年考入燕京大学中文系，毕业后在镇海县任语文教师。曹余章從小就熟讀古代文章，1944年，曹余章考入浙江大学文学院。1951年，曹余章在上海市杨浦区市东中学任教师。後來又出任上海市教育局办公室主任、全国中小学教材审定委员委员、上海市语言文字工作委员会委员、上海市语文学会副会长、上海市编辑学会副会长，上海诗词学会理事等职务。在《上下五千年》作者林漢達去世後，曹余章接替其繼續續寫《上下五千年》。曹余章其他著作還有《一代名相诸葛亮》《先秦人物》《唐诗选注》，主编《中国文学故事》《中学生文库》等。1996年在上海去世。